# Ути, Сандэй
Сандэй Ути (англ. Sunday Uti; р. 23 октября 1962) — нигерийский легкоатлет, призёр Олимпийских игр.
Сандэй Ути родился в 1962 году. В 1980 году он участвовал в Олимпийских играх в Москве, но не смог завоевать медалей в эстафете 4×400 м. В 1983 году на летней Универсиаде он завоевал золотую медаль в беге на 400 м. В следующем году на Олимпийских играх в Лос-Анджелесе он стал обладателем бронзовой медали в эстафете 4×400 м, а на дистанции 400 м финишировал 6-м. В 1985 году он стал бронзовым призёром летней Универсиады на дистанции 400 м. В 1988 году он принял участие в Олимпийских играх в Сеуле, но не завоевал медалей ни на дистанции 400 м, ни в эстафете 4×400 м.